# Cili Vethekam
Cili Wethekam (1921 – 1975) è stata una scrittrice tedesca.
Nei cataloghi italiani è anche indicata come Cili Vethekam. 

## Opere letterarie
- Parole: Kraxelmax, 1952
- Ein Loch im Dach, 1953
- Bald beginnt das Leben, 1955
- Dudu, 1956
- Blümchen und die beiden Rüben, 1956
- Donnerkiel und Igelpony, 1957
- Junge Wege kreuzen sich, 1959
- Alles ist Anfang, 1960
- Rosen und ein Küchentuch, 1961
- Der blau-weiß-rote Sommer, 1962
- Badehose für Klein-Eskimo, 1962
- Ein Tag, der anders war, 1963
- Es geht um Larry, 1951
- Fröhlicher Spuk vom anderen Stern, 1964: trad. it. Tinkalla, disco volante (1967)
- Ille mit der Flunkerbrille, 1965
- Gebt Acht auf Fräulein Wurzelwein, 1965
- Unternehmen Ferienhöhle, 1957
- Drei Tage und kein Ende, 1968
- Vollpension für 17 Wilde, 1969
- Tignasse, Kind der Revolution, 1972
- Mamie. 1780-1794, 1980
- Schneegon und Schneetruschka, 1983